# Serdar Özbayraktar
Serdar Özbayraktar (* 22. November 1981 in Artvin) ist ein türkischer ehemaliger Fußballspieler.

## Karriere
Özbayraktar begann seine Karriere bei seinem Heimatklub Artvin Hopaspor. Bereits nach einer Saison verließ er Artvin Hopaspor in Richtung Gençlerbirliği Ankara. Er wechselte nach kurzer Zeit auf Leihbasis zu Ankara ASAŞ SK. Danach spielte er zwei Jahre bei Şanlıurfaspor, anschließend bei Mardinspor und Gaziantep BB. 
Seit der Saison 2007/08 spielt Serdar für Eskişehirspor. Dort gelang es ihm mit der Mannschaft in die Süper Lig aufzusteigen. Mit Koray Arslan, Doğa Kaya, Sezgin Coşkun und Özbayraktar blieben lediglich vier Spieler des Aufstiegsjahres im Kader und waren auch in der Saison 2010/11 im Team vertreten.
Zum Sommer 2012 wurde er vom Cheftrainer Ersun Yanal auf die Verkaufsliste gesetzt. So wechselte er innerhalb der Liga zu Gaziantepspor.
Im Sommer 2014 wechselte er zum türkischen Zweitligisten Şanlıurfaspor. Bereits zur nächsten Winterpause zog er zum Ligarivalen Elazığspor weiter.
Zur Rückrunde der Saison 2015/16 wechselte er zu Göztepe Izmir und zum Saisonende innerhalb der Liga zum Istanbuler Aufsteiger Ümraniyespor. Er blieb zwei Jahre und ließ seine Karriere bei Fatih Karagümrük SK sowie zwei ehemaligen Vereinen ausklingen.

## Verschiedenes
- Serdar Özbayraktar trägt unter den Fans von Eskişehirspor den Spitznamen "Bulldozer", da er meist durch seine körperbetonte, lauffreudige Spielweise auffiel und während einer Saison auf den verschiedensten Positionen von Abwehr bis Sturm spielte.